# Hazel Shermet
Hazel Shermet, född 1 augusti 1920, död 27 oktober 2016, var en amerikansk skådespelare.

## Filmografi i urval
- 1979 – Kärlek vid första bettet
- 1963 – Bye Bye Birdie
- 1957 – Rockabilly Baby
- 1954 – En stjärna föds